# Gharid Ghrouf
Ghadir Ghrouf (en árabe: غدير غروف‎) (Jericó, 12 de septiembre de 1990) es una velocista palestina, que compite internacionalmente por Palestina. 

## Trayectoria
Ghrouf nació una deformación en los tobillos que le dificultaba caminar y que pudo corregir a los diez años. Poco después, se interesó por las carreras de velocidad y comenzó a entrenar con regularidad. 
Entre 2003 y 2007, fue la campeona nacional de Palestina de su categoría en los sprints femeninos de 100, 200 y 400 metros. En 2006, fue la competidora más joven en el campeonato de atletismo bajo techo de Moscú.
Ghrouf representó a Palestina en los Juegos Olímpicos de Verano de 2008 en Beijing. Compitió en los 100 metros lisos y quedó séptima en su serie. Esta distancia la corrió en un tiempo de 13,07 segundos. Con este resultado no pudo avanzar a la segunda ronda.
Tiene una lejana ascendencia de inmigrantes africanos.